# 方石珊
方擎（1884年—1968年），字石珊，男，福建侯官人，中国医学家。九三學社社員。日本千葉醫藥專門學校畢業。

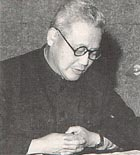
方擎進士照片

## 生平
宣統二年（1910年）九月二日，內閣奉上諭：方擎著賞給醫科進士。
宣統三年（1911年），授職翰林院檢討。
歷充陸軍醫學堂暨北洋醫學堂教習，前在哈爾濱隨同總醫官伍連德辦理防疫，外務部奏派等赴美考求剖解黴菌等學。
曾任《醫藥學報》主編、國立北京醫專教授。
民國元年（1912年），軍醫局局長
民國元年（1912年）4月26日，任北京政府陸軍部軍醫司司長。
民國四年（1915年），以陸軍軍醫監列名支持君主立憲。
民國五年（1916年）在北京開辦首善醫院，任院長兼內科主任。
民國六年（1917年）10月4日，辭軍醫司司長。
民國十三年（1924年）11月27日，任中央防疫處處長。
民國十四年（1925年），派充衛生司幫辦。
民國二十二年（1933年）6月14日，派華北戰區救濟委員會委員
後任北京大學公共衛生系主任、北京師範大學講師。
1949年後，歷任中華醫學會第十六屆理事兼總幹事、第十七屆副理事長、第十八屆副會長，中國巴基斯坦友好協會副會長，中國科協組織部副部長，中央防疫委員會研究組組長，中國紅十字會北京分會副會長，北京防癆委員會副主任委員。文革期間自殺。

## 荣誉
民國六年（1917年）10月9日，給予二等文虎章。
民國七年（1918年）8月30日，給予三等寶光嘉禾章。